# Liste der Baudenkmale in Firrel
Die Liste der Baudenkmale in Firrel enthält die nach dem Niedersächsischen Denkmalschutzgesetz geschützten Baudenkmale in der ostfriesischen Gemeinde Firrel.
Grundlage ist die veröffentlichte Denkmalliste des Landkreises (Stand: 25. Juli 2016).
Baudenkmale sind „im Sinne des Gesetzes Bodendenkmale, bewegliche Denkmale und Denkmale der Erdgeschichte.“

## Firrel
| Bild                | Bezeichnung         | Lage                                                               | Beschreibung | Bauzeit              | Eingetragen seit | Denkmal- nummer |
| ------------------- | ------------------- | ------------------------------------------------------------------ | --- | -------------------- | ---------------- | --------------- |
| Gulfhaus (Gulfhaus) | Gulfhaus (Gulfhaus) | Firrel Firreler Straße 59 Flurstück: 030842-007-00005/004 Karte    | Gulfhaus (Gulfhaus) Schlichter eingeschossiger Ziegelbau mit Giebelkamin, zum Teil unter Reetdeckung. Ende 19. Jahrhundert. Objekt ins Museumsdorf Cloppenburg (Haus Meyer) transportiert. Bedeutung: historisch, wissenschaftlich; wesentliche Begründung: 1.06 geschichtliche Bedeutung aufgrund des Zeugnis- und Schauwertes durch beispielhafte Ausprägung eines Stils und / oder Gebäudetypus; Einzeldenkmal gem. § 3.2 NDSchG; in Gruppe baulicher Anlagen: 457009Gr0001 | Ende 19. Jahrhundert |                  | 45700900002     |
| BW                  | Gulfhaus (Gulfhaus) | Firrel Westerender Straße 13 Flurstück: 030842-005-00062/003 Karte | Gulfhaus (Gulfhaus) eingeschossiger Wohnteil mit niedrigem Drempel. Gliederung durch Lisenen, Gesimse und Fensterverdachungen. Erbaut um 1900. Einzeldenkmal gem. § 3.2 NDSchG | um 1900              |                  | 45700900004     |